# Chutor Przewoża
Chutor Przewoża, Przewoża Stara (nazwa wariantowa) (biał. Хутар Праважа; ros. Хутор Провожа) – wieś na Białorusi, w obwodzie grodzieńskim, w rejonie werenowskim, w sielsowiecie Misiewicze, przy drodze republikańskiej P145.
W dwudziestoleciu międzywojennym Przewoża Stara leżała w Polsce, w województwie nowogródzkim, w powiecie lidzkim, w gminie Zabłoć.